# Doxocalia superba
Doxocalia superba är en skalbaggsart som beskrevs av Brenske 1901. Doxocalia superba ingår i släktet Doxocalia och familjen Melolonthidae. Inga underarter finns listade i Catalogue of Life.